# BNP Paribas Primrose Bordeaux 2010
Il BNP Paribas Primrose Bordeaux 2010 è stato un torneo professionistico di tennis maschile giocato sulla terra rossa, che faceva parte dell'ATP Challenger Tour 2010. Si è giocato a Bordeaux in Francia dal 10 al 16 maggio 2010.

## Partecipanti

### Teste di serie
| Nazionalità | Giocatore       | Ranking* | Testa di serie |
| ----------- | --------------- | -------- | -------------- |
| Francia     | Michaël Llodra  | 56       | 1              |
| Belgio      | Olivier Rochus  | 59       | 2              |
| Francia     | Florent Serra   | 64       | 3              |
| Uzbekistan  | Denis Istomin   | 81       | 4              |
| Francia     | Arnaud Clément  | 83       | 5              |
| Belgio      | Xavier Malisse  | 84       | 6              |
| Francia     | Richard Gasquet | 86       | 7              |
| Slovacchia  | Karol Beck      | 87       | 8              |

- Ranking al 3 maggio 2010.

### Altri partecipanti
Giocatori che hanno ricevuto una wild card:
- Thierry Ascione
- David Guez
- Nicolas Mahut
- Laurent Rochette

Giocatori passati dalle qualificazioni:
- José Checa-Calvo
- Benoît Paire
- Olivier Patience
- Caio Zampieri

Giocatori con uno Glossario del tennis#special exempt:
- Albert Ramos Viñolas

## Campioni

### Singolare
Richard Gasquet ha battuto in finale  Michaël Llodra, 4–6, 6–1, 6–4

### Doppio
Nicolas Mahut /  Édouard Roger-Vasselin hanno battuto in finale  Karol Beck /  Leoš Friedl, 5–7, 6–3, [10–7]